# Імпорт
І́мпорт — ввезення товарів, послуг (іноді може вживатися щодо капіталу, знань, технологій).

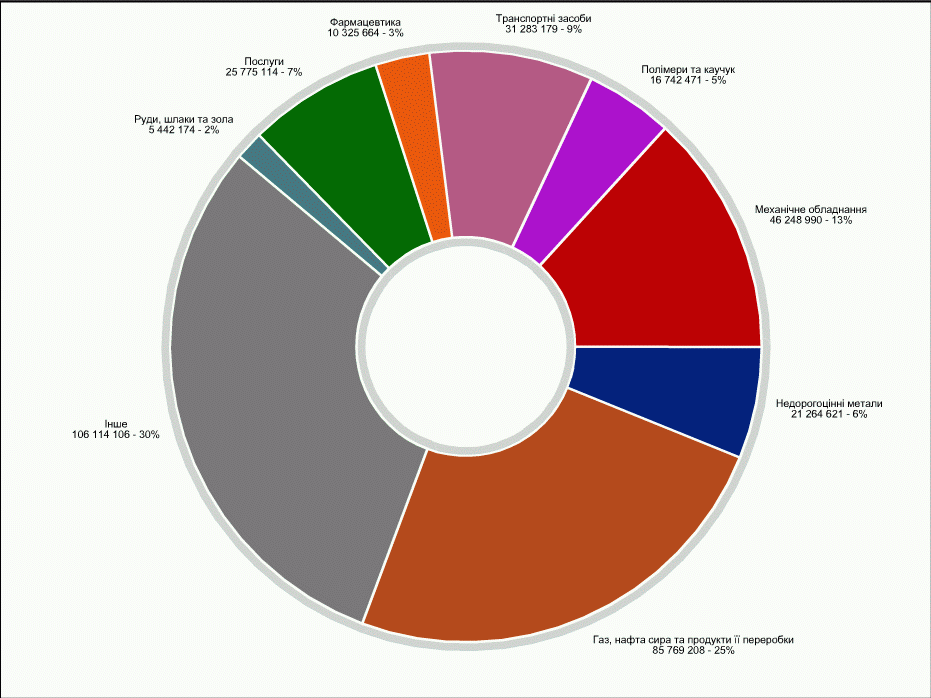
Структура імпорту України за 2006—2010 р.р. включно. :
Енергетичні матеріали - $85.77 млрд. (25%)
Механічне обладнання - $46.24 млрд. (13%)
Транспортні засоби - $31.28 млрд. (9%)
Послуги - $25.78 млрд. (7%)
Недорогоцінні метали - $21.27 млрд. (6%)
Полімери та каучук - $16.74 млрд. (5%)
Фармацевтика - $10.33 млрд. (3%)
Руди, шлаки, зола - $5.44 млрд. (2%)
Інше - $106.12 млрд. (29%)

Товари і послуги, що одна країна продає іншій для внутрішнього використання, обробки чи перепродажу (Гонконг, наприклад, серйозно залежить від імпорту для своєї експортної діяльності).
Імпорт може бути видимим (товари) і невидимим (послуги).
Виділяють також реімпорт.
Якщо країна, що імпортує, не має контрбалансу у вигляді експорту, це може призвести до балансових труднощів і відповідно до обмеження імпорту у вигляді якої-небудь форми протекціонізму (типу імпортних тарифів або накладення квот на імпорт).
Імпорт забезпечує для виробничих та індивідуальних споживачів, а також для країни, низку додаткових переваг. Зокрема :
- доступ до дешевих та якісніших товарів готових виробів, сировинних та інших матеріалів та комплектуючих деталей;
- наповнення ринку дефіцитними товарами або товарами, які взагалі не виробляються на національній території;
- зростання конкуренції та стимулювання завдяки цьому оптимізації, підвищення виробництва на національній території;
- налагодження сталих виробничих зв'язків щодо кооперування виробництва з інонаціональними партнерами;
- розвиток технологій завдяки поширенню ввезення науково-містких товарів.

Вартість імпорту разом із вартістю експорту формує зовнішньоторгівельний оборот. Економіки зі значною питомою вагою зовнішньоторгівельного обороту відносять до відкритих економік.

## Україна
За п'ять років (2006—2010 рр.) Україна імпортувала товарів на 297,41 млрд дол. США. Імпорт послуг: 25,78 млрд дол. США. Загальний імпорт: 323,19 млрд дол. США.
Основними видами українського товарного імпорту традиційно є паливно-енергетичні ресурси, продукти нафтопереробки, сировина та продукція хімічної та нафтопереробної промисловості, вироби чорної та кольорової металургії, машинобудування, електроніка.